# Beechcraft Duke
O Beechcraft Duke é uma aeronave leve utilitária bimotor americana que foi produzida de 1978 até 1983. 